# Vịnh Patras

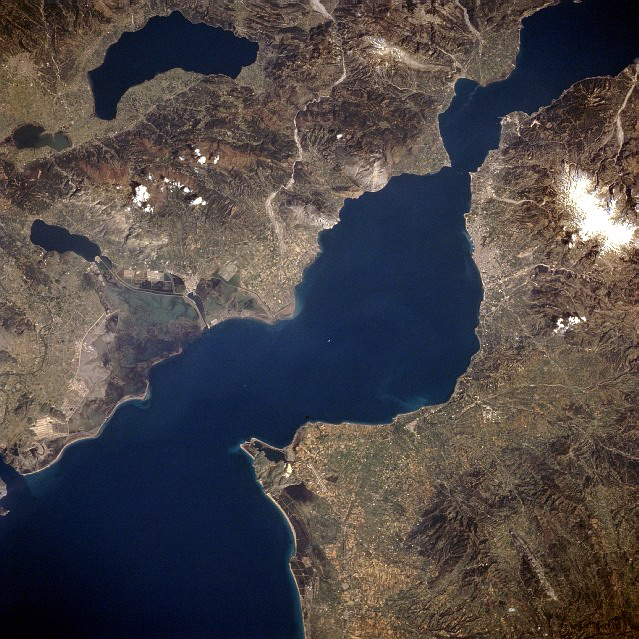
Vịnh Patras nhìn từ không gian, tháng 3 năm 1994

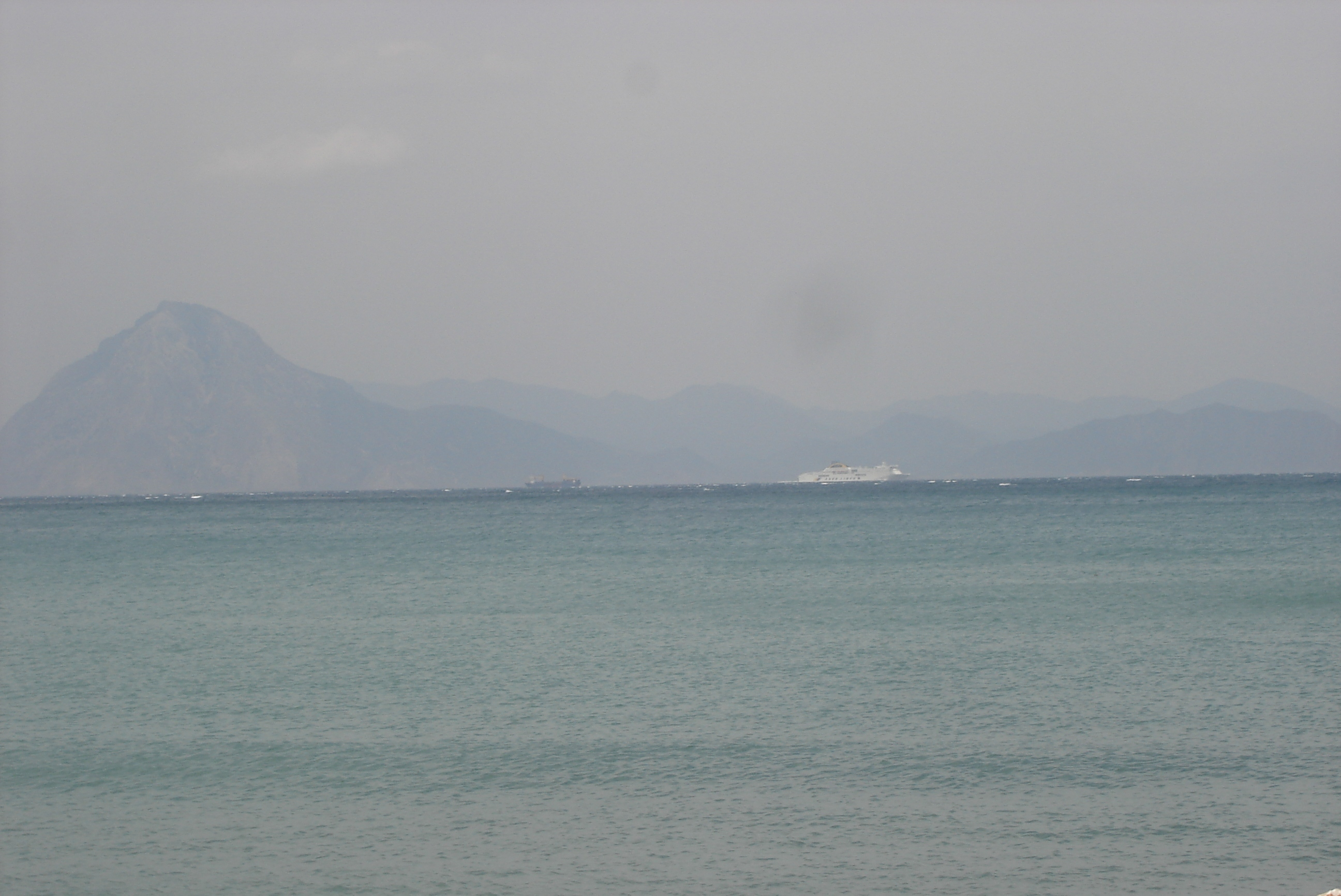

Vịnh Patras (tiếng Hy Lạp: Πατραϊκός Κόλπος Patraikós Kólpos) là một vịnh của Hy Lạp thuộc biển Ionia. Về phía đông, vịnh giáp với Eo biển Rion giữa các mũi đất Cape Rio và Cape Antirrio, gần Cầu Rio-Antirio. Về phía tây, vịnh có ranh giới là một đường thẳng từ đảo Oxeia tới Cape Araxos.
Vịnh có chiều dài từ 40–50 km, chiều rộng từ 10–20 km, vời diện tích khoảng 350–400 km². Cảng chính trong vịnh là Cảng Patras nằm ở phần đông nam.  Cảng này có các tuyến tàu phà tới Ancona và Brindisi ở Ý cùng đảo Kefallonia (Hy Lạp).  Thành phố Messolonghi cũng có một cảng. Cảng cũ Rio-Antirio nằm ở phía đông của vịnh. Ở phía nam, phía đông và một phần phía bắc vịnh có các bãi biển.
Vịnh này có rất nhiều cá.
Các Trận Zonchio (1499), Trận Modon (1500) diễn ra ở vịnh này.

## Thành phố và thị trấn
- Rio
- Patras
- Paralia
- Roitika
- Monodendri
- Tsoukouleika
- Alissos
- Alykes
- Ioniki Akti
- Mavry Myti
- Cape Araxos
- Phá Messolonghi
- Messolonghi
- Antirrio

## Các sông chảy vào vịnh
- Achelous
- Evenos
- Louros River
- Glaucos/Glavkos